# Johann Georg von Bemmel
Pour les articles homonymes, voir Bemmel.
Johann Georg von Bemmel (Nuremberg, 1669 — Nuremberg, 1723) est un peintre et graveur allemand.

## Biographie

### Jeunesse et formation
Johann Georg von Bemmel naît à Nuremberg en novembre 1669,. Il est le fils de Willem van Bemmel (1630-1708), peintre et graveur néerlandais important ayant terminé sa vie à Nuremberg et initié une « dynastie de peintres bavarois »,,.
Il est formé comme peintre paysagiste et dessinateur par son père, avec qui il collabore dans le même atelier, notamment en participant occasionnellement aux tableaux de son père en y ajoutant des personnages de figuration. Il aurait été formé comme peintre animalier auprès du peintre suédois Johann Philip Lemke, mais Johan Georg n'a que 14 ans lorsque Lemke repart à Stockholm en 1683 ; il est donc plus probable qu'il ne s'agisse que d'une influence. Il a une santé fragile, ce qui l'empêche de partir à l'étranger, notamment pour faire le Grand Tour, que réalisent ses contemporains,.

### Carrière
Le 1er juin 1703, il s'engage avec Anna Maria Helbling (1671-1748), fille d'un fabricant de fonte, dans un mariage forcé. Ils ont ensemble huit enfants, dont seulement deux fils survivent : Joël Paul et Johann Noah,.
À la mort de son père, il hérite de l'atelier de son atelier et le reprend. Pour le garder actif, Johan Georg von Bemmel fait appel à plusieurs collaborateurs, dont ses fils et son frère Peter,.
Artiste très demandé, ses peintures de paysages et ses scènes de genre exécutées dans le style de son père et de son oncle Jacob Gerritsz. van Bemmel sont très appréciés, en particulier pour son travail de la lumière,.
Johann Georg von Bemmel se fait également remarquer pour ses gravures. Ses sujets diffèrent de ceux de ses tableaux : il grave des sujets animaliers et des batailles,. On connaît de lui plusieurs eaux-fortes, dont une série de six paysages,.

### Dernières années
À la fin de sa carrière, il souffre de la goutte, ce qui le force à ne pouvoir tenir ses instruments qu'avec deux doigts,.
Georg Wolfgang Panzer mentionne un autoportrait, qu'a gravé à l'eau-forte Christoph Wilhelm Bock en 1798. Un autre portrait a été gravé par Georg Christian Kilian,.
Johann Georg von Bemmel meurt à Nuremberg en juillet 1723. Il est enterré le 29 à Johannisfriedhof,.

## Œuvre

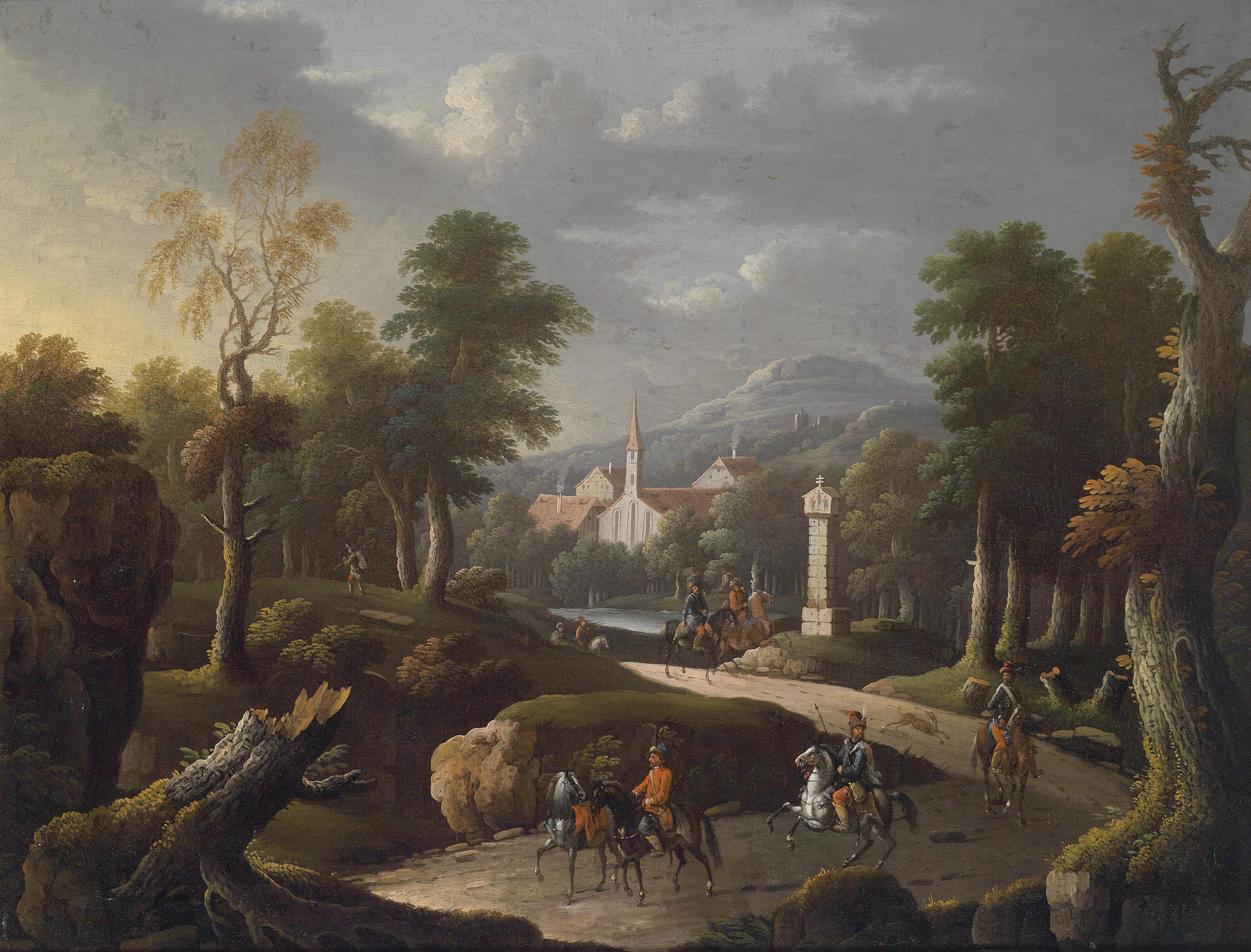
Paysage montagneux avec voyageurs (1703).

Johann Georg van Bemmel conserve quelque peu le style de l'école d'Utrecht qu'avait son père. Il a un style de paysage facile à identifier, avec ses figures de chasseurs et de voyageurs,. L'influence du suédois Johann Philipp Lemke est notable, lui qui a suivi le style de Jan Both et Willem van Bemmel à Nuremberg,.
Les œuvres de Johann Georg von Bemmel sont conservées à :
- Allemagne[1],[2]
  - Kupferstichkabinett Berlin, Berlin
  - Staatliche Galerie (de), Dessau-Roßlau
  - Städtische Galerie de Dresde, Dresde
  - Musée de la vallée moyenne du Rhin, Coblence
  - Germanisches Nationalmuseum, Nuremberg
  - Musée de Wiesbaden, Wiesbaden
- Suède
  - Nationalmuseum, Stockholm[10]